# Élvis Gustavo Oliveira de Sá
Élvis Gustavo Oliveira de Sá, mais conhecido como Élvis (Maceió, 30 de março de 1979), é um ex-futebolista brasileiro que atuava como meia.
Em 2013, ele tornou-se o primeiro jogador a disputar todas as séries do Campeonato Brasileiro por um mesmo clube.

## Carreira
Élvis começou sua carreia no Vitória, onde conquistou três títulos baianos e dois nordestinos, e foi para a Argentina defender o time do Quilmes. Depois dessa sua passagem pelo futebol argentino, passou por outros clubes brasileiros até chegar, em 2003, ao Santo André, onde conquistou o principal título da carreira, a Copa do Brasil de 2004. Após a conquista, foi para o Botafogo onde não conseguiu ter sucesso, mesma situação vivida em outros clubes mais tarde, até estar de volta ao Santo André, em 2009, para a disputa do Campeonato Paulista e Campeonato Brasileiro, ambos na Primeira Divisão. Em fevereiro de 2012, chegou ao CA Juventus, como principal jogador da equipe para a disputa da Série A3 e conquistou o acesso com o tradicional clube da Mooca. Em abril de 2013, retornou ao clube em que se destacou, o Santo André.

## Títulos
Vitória
- Campeonato Baiano: 1997, 1999 e 2000
- Copa do Nordeste: 1997 e 1999

Santo André
- Copa do Brasil: 2004

Remo
- Campeonato Paraense: 2007